# Bolpur
Bolpur är en stad i den indiska delstaten Västbengalen, och tillhör distriktet Birbhum. Folkmängden uppgick till 80 210 invånare vid folkräkningen 2011, med förorter 92 370 invånare.